# 水天宮平沼神社
水天宮平沼神社（すいてんぐうひらぬまじんじゃ）は、神奈川県横浜市西区平沼にある神社である。旧社格は村社。旧平沼新田鎮守。横浜駅東口周辺の氏神である。

## 祭神
- 天御中主神
- 安徳天皇

安徳天皇は水天宮の神で、安産と水の神とされるが、特に大正12年（1923年）の関東大震災で崩壊を見なかっただけでなく、近隣で発した火災でも類焼を免れた事と、昭和20年（1945年）5月29日の横浜大空襲で横浜市内が焦土と化した中で、鎮座地の一角だけは焼け落ちなかった事から、火難除けとして崇められている。

## 歴史

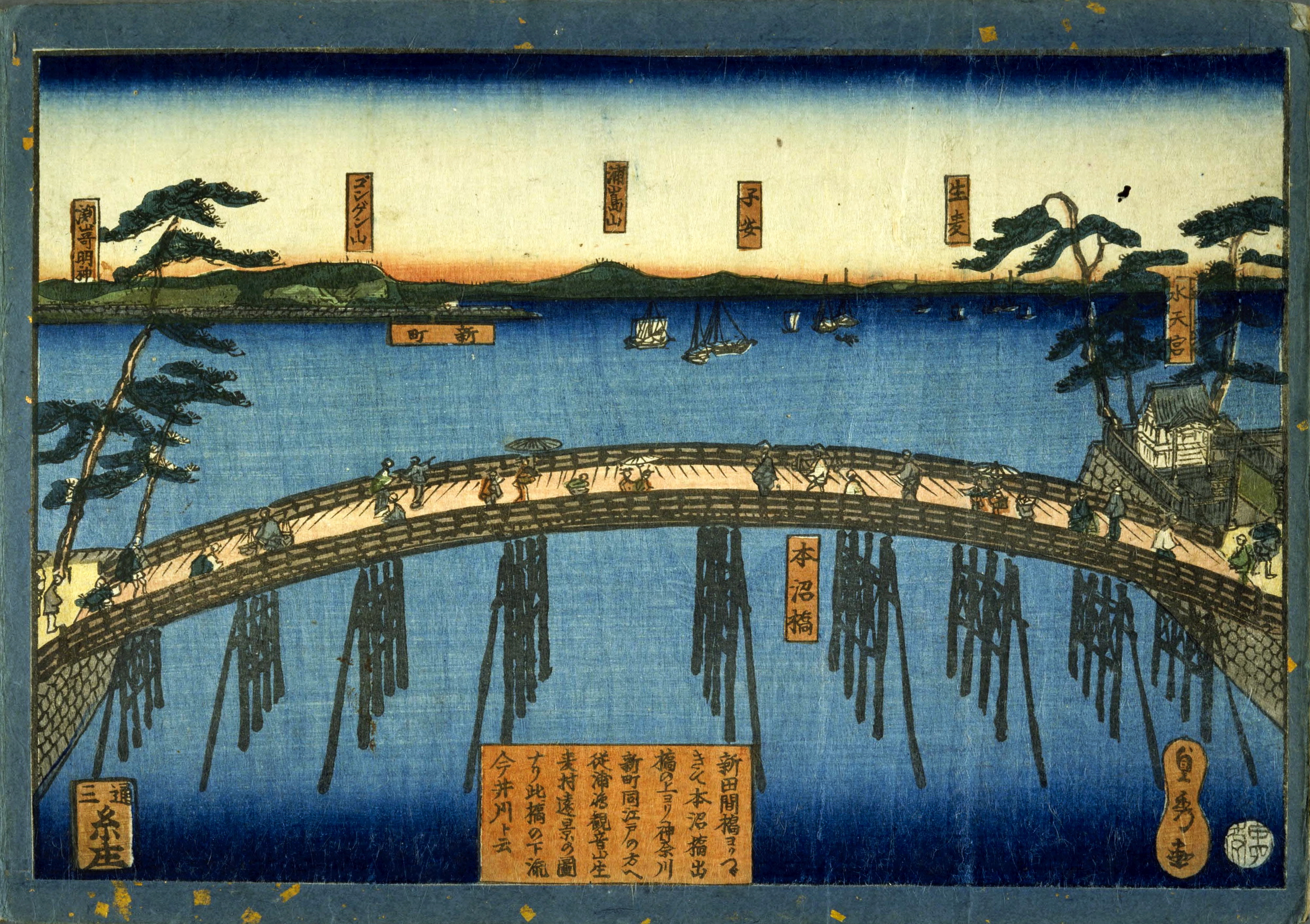
かつては本沼橋（現在の元平沼橋）のたもと（画像右端）に祀られていた（歌川貞秀「横浜名所一覧」より、1860年頃）

江戸時代後期の天保10年（1839年）、平沼九兵衛（5代目）が祀ったのに始まるとされる。
社伝によれば、当時の平沼一帯は塩田であり、塩田作業中の村人が入江に流れついた祠を見つけ、これを沖へ返そうとする度に岸に戻ってくるので、平沼九兵衛にその事を伝えると、九兵衛が守護神の無いこの地に祀れとの啓示であろうと、岸に上げて平沼新田の守護神として祀るようになったといい、また祠の中に筑後久留米の水天宮の神札が祀られていたため、「水天宮」と称して、安産と水の神として広く崇敬されたという。
当初は現在の横浜市西区西平沼町を流れる帷子川（今井川）に架かる元平沼橋付近に鎮座していたが、その後の発展とともに鎮座地を何度か転じ、現在地への遷座は文久3年（1863年）である。明治政府の社格制度により、平沼の村社として正式名称を「平沼神社」と改称し、大正2年（1913年）に本殿の前に拝殿を新築、現在の社殿構成となった。
なお社名は、初めが「水天宮」であったため、明治の改正により「平沼神社」と改称した後も横浜の水天宮として崇敬され、横浜市の公開する戦前・戦後の市内地図にも「水天宮」と表記され、現在でも氏子・崇敬者からは「水天宮平沼神社」と称されている。

## 末社
境内に平沼稲荷神社、稲荷神社、竈三柱神社、平沼天満宮がある。

## 祭事・年中行事
- 例祭：9月5日（屋台営業や神輿渡御や神楽殿での催し物なども行われる）
- 湯の花神事（湯立神事）：1月5日

## 氏子地域
- 西区平沼
- 西区西平沼町
- 西区高島
- 西区緑町
- 西区みなとみらい（一部。旧緑町）

## 所在地・交通
神奈川県横浜市西区平沼2-8-20
- 平沼橋駅（相鉄）徒歩1分
- 戸部駅（京急）徒歩5分

## 備考
- 神紋は「縄付き錨」。
- 御朱印対応は2013年（平成25年）以降行っていない。